# Giuseppe l'Innografo
Giuseppe l'Innografo (Siracusa, 816 – Costantinopoli, 3 aprile 886) è stato un monaco cristiano bizantino, vissuto nel IX secolo. 
È considerato uno dei più grandi poeti liturgici e innografici del cristianesimo. A causa della sua profonda fede negli scritti e nei componimenti, venne soprannominato 'la dolce voce d'usignolo della Chiesa'.

## Biografia
Giuseppe nacque a Siracusa, in Sicilia, nell'anno 816 da due fedeli cristiani, Plotino e Agata. Una volta morti i suoi genitori, col sopraggiungere dell'invasione degli Arabi in Sicilia nell'827, egli venne costretto a trasferirsi nel Peloponneso. Nell'831, all'età di quindici anni, si recò a Tessalonica (l'odierna Salonicco), dove ricevette la tonsura e l'abito religioso all'interno del monastero di Latmo, dove si distinse per devozione e ascetismo. Il vescovo di Tessalonica, ammirando le sue virtù, lo ordinò ieromonaco. La sua profonda umiltà colpì persino Gregorio il Decapolita il quale, durante un suo passaggio da Tessalonica, ammirando il raro comportamento di Giuseppe, lo condusse nel suo monastero a Costantinopoli.
Nell'841, Giuseppe venne inviato a Roma presso papa Gregorio IV per chiedere rinforzi nella battaglia contro l'Iconoclastia, eresia sorta per opera dell'imperatore Leone III l'Isaurico nel 726. Tuttavia, nel viaggio di andata, l'imbarcazione cadde nelle mani di alcuni pirati arabi e lo stesso Giuseppe venne catturato e condotto come schiavo a Creta; nell'isola il monaco venne venduto agli Iconoclasti che lo rinchiusero in prigione per sei anni. Durante il suo sesto anno di prigionia, secondo la tradizione, San Nicola apparve a Giuseppe in carcere e lo invitò a cantare nel nome di Dio: in seguito, il santo invitò il monaco a seguirlo e subito, miracolosamente, Giuseppe si ritrovò alle porte di Costantinopoli; secondo la stessa leggenda, tuttavia, all'indomani della sua liberazione, il santo si recò a Roma dove venne accolto con grandi onori, e solo allora ritornò a Costantinopoli.